# Бергенхаузен
Бергенхаузен (нем. Bergenhausen) — община в Германии, в земле Рейнланд-Пфальц. 
Входит в состав района Рейн-Хунсрюк. Подчиняется управлению Зиммерн.  Население составляет 103 человека (на 31 декабря 2010 года). Занимает площадь 2,68 км².